# Oleh Schafarenko
Oleh Leonidowytsch Schafarenko (ukrainisch Олег Леонідович Шафаренко, russisch Олег Леонидович Шафаренко/Oleg Leonidowitsch Schafarenko; * 31. Oktober 1981 in Kiew, Ukrainische SSR) ist ein ukrainischer Eishockeyspieler, der seit 2015 erneut beim HK Junost Minsk in der belarussischen Extraliga auf der Position des Stürmers spielt.

## Karriere
Schafarenko spielte zunächst in seiner Heimatstadt beim HK Sokol Kiew sowohl in der Wyschtscha Liha, als auch in der East European Hockey League. In dieser absolvierte er bis 2002 auch einige Spiele für den HK Berkut Kiew, HK Kiew und HK Ldinka Kiew. In der Zeit bis zum Sommer 2003 gewann er mit Sokol den Titel der EEHL im Jahr 1999 und im gleichen Jahr auch den ukrainischen Meistertitel. In der Spielzeit 2001/02 war er hinter seinem Mannschaftskameraden Ruslan Besschasny der zweitbeste Scorer der Wyschtscha Liha.
Zu Beginn der Saison 2003/04 wechselte der Stürmer nach Russland und war für den HK Spartak Moskau in der zweitklassigen Wysschaja Liga aktiv. Allerdings kehrte er noch vor dem Saisonende zu Sokol Kiew zurück, sodass er im Frühjahr 2004 den zweiten Meistertitel mit dem Team gewann. Im Sommer 2004 verließ Schafarenko die Mannschaft wieder. Er wechselte für zwei Jahre zum HK Chimwolokno Mahiljou in die belarussische Extraliga. Mit guten Leistungen machte er den Ligakonkurrenten HK Dinamo Minsk auf sich aufmerksam, der ihn für ein Jahr verpflichtete. Trotz des Gewinns der belarussischen Meisterschaft verließ er den Klub im Sommer 2007 und schloss sich dem Stadtrivalen HK Keramin Minsk an, mit dem er im Jahr 2008 das Double aus Meisterschafts- und Pokalgewinn erreichte.

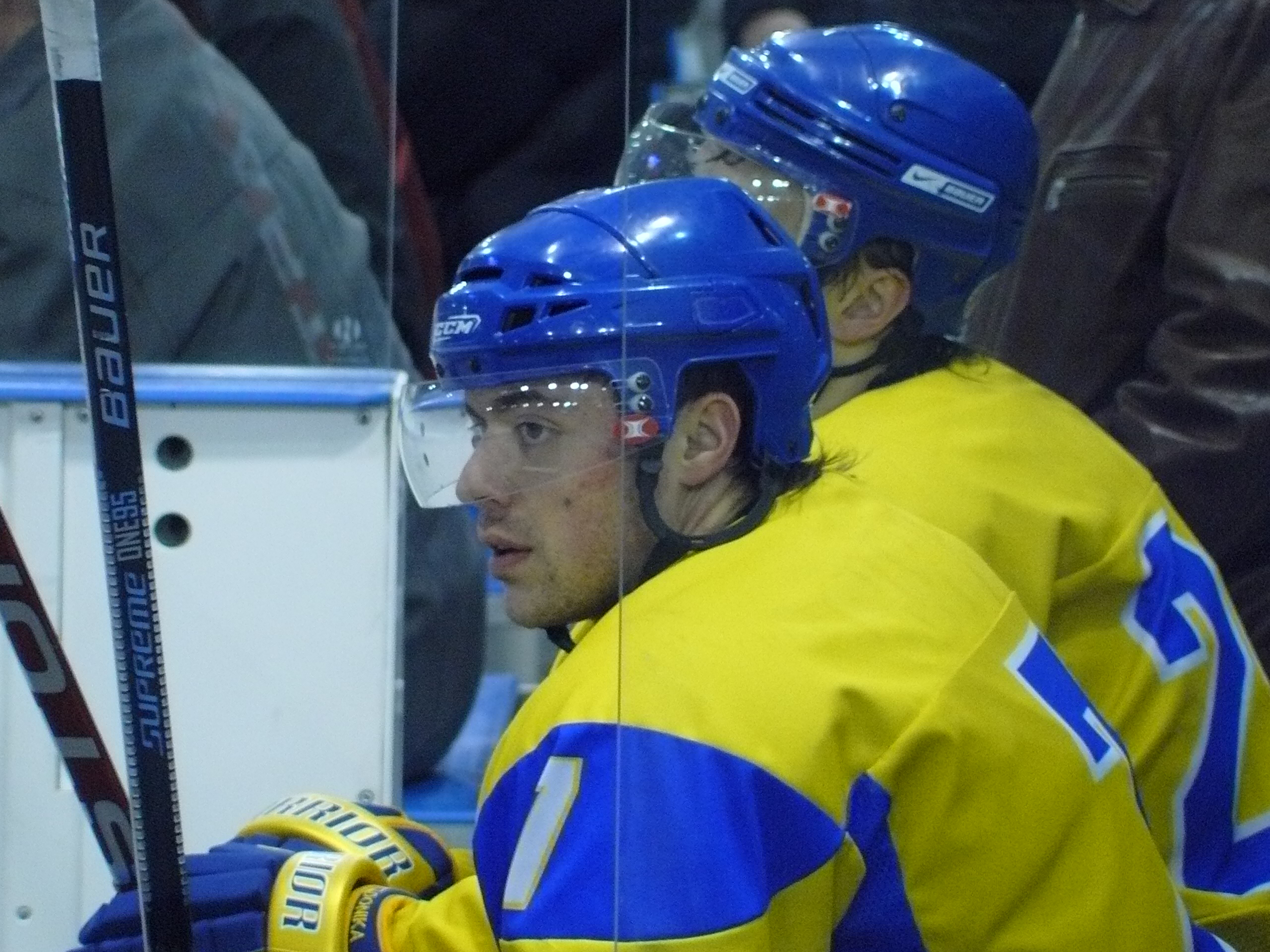
Schafarenko im Trikot der ukrainischen Nationalmannschaft

Doch auch bei Keramin verblieb Schafarenko nur ein Jahr, da er in seine Geburtsstadt Kiew zurückkehrte. Mit Sokol Kiew gewann er im Frühjahr 2009 seine dritte ukrainische Meisterschaft. Anschließend folgte ein weiteres Jahr beim HK Dinamo Minsk, der inzwischen in der Kontinentalen Hockey-Liga spielte. Parallel lief er auch für deren Farmteam, den HK Schachzjor Salihorsk, in der belarussischen Extraliga auf. Mit Salihorsk wurde er belarussische Vizemeister, bevor es ihn zum HK Junost Minsk zog. Mit dem Hauptstadtklub wurde er 2011 erneut belarussischer Meister und gewann zudem den IIHF Continental Cup. Zur Saison 2011/12 kehrte er in seine ukrainische Heimat zurück und erhielt einen Vertrag beim HK Donbass Donezk aus der Wysschaja Hockey-Liga. Nach nur einem Jahr in Donezk wechselte er zu Junost Minsk zurück. Nachdem er mit den Belarussen zunächst ebenfalls in der Wysschaja Hockey-Liga gespielt hatte, trat er seit 2013 mit seinem Team in der Extraliga an, wobei er 2014 Topscorer und bester Vorbereiter der Liga wurde. 2014 schloss er sich dem HK Saryarka Karaganda aus Kasachstan an, mit dem er wiederum in der Wysschaja Hockey-Liga antrat. Aber bereits nach einem Jahr kehrte zu Junost Minsk in die Extraliga zurück und wurde mit dem Klub zum wiederholten Male belarussischer Meister.

### International
Schafarenko vertrat sein Heimatland sowohl im Junioren- als auch Seniorenbereich. Erstmals spielte er mit der ukrainischen Auswahl bei der U18-Junioren-Weltmeisterschaft 1999. Ein Jahr später lief er bei der U20-Junioren-Weltmeisterschaft 2000 auf. Bei den Senioren war im Rahmen der Weltmeisterschaften der Jahre 2006 und 2007 aktiv. Zudem trug er das Nationaltrikot bei den Weltmeisterschaften der Division I in den Jahren 2009, 2010, 2011, 2012, 2013, 2014 und 2016. Im Jahr 2009 wurde er am Turnierende ins All-Star-Team gewählt. 2011 war er mit drei Toren und fünf Vorlagen zweitbester Scorer des Turniers hinter seinem Landsmann Oleksandr Materuchin. 2013 war er mit zwei Toren und acht Vorlagen gemeinsam mit seinem Landsmann Oleh Tymtschenko bester Scorer und zudem auch mit dem Litauer Daniel Bogdziul bester Vorbereiter des Turniers.
Darüber hinaus nahm er für die Ukraine an den Qualifikationsturnieren für die Olympischen Winterspiele 2006 in Turin, 2010 in Vancouver und 2014 in Sotschi teil, schied mit seiner Mannschaft aber jeweils in der zweiten Qualifikationsrunde aus.

## Erfolge und Auszeichnungen
| - 1999 East-European-Hockey-League-Gewinn mit dem HK Sokol Kiew - 1999 Ukrainischer Meister mit dem HK Sokol Kiew - 2004 Ukrainischer Meister mit dem HK Sokol Kiew - 2007 Belarussischer Meister mit dem HK Dinamo Minsk - 2007 All-Star-Team der belarussischen Extraliga - 2008 Belarussischer Meister mit dem HK Keramin Minsk - 2008 Topscorer der Playoffs der belarussischen Extraliga - 2008 Belarussischer Pokalsieger mit dem HK Keramin Minsk | - 2009 Ukrainischer Meister mit dem HK Sokol Kiew - 2010 belarussischer Vizemeister mit dem HK Schachzjor Salihorsk - 2010 Topscorer der Playoffs der belarussischen Extraliga - 2010 All-Star-Team der belarussischen Extraliga - 2011 IIHF-Continental-Cup-Gewinn mit dem HK Junost Minsk - 2011 belarussischer Meister mit dem HK Junost Minsk - 2014 Topscorer und bester Vorbereiter der belarussischen Extraliga - 2016 Belarussischer Meister mit dem HK Junost Minsk |

### International
- 2009 All-Star-Team der Weltmeisterschaft der Division I, Gruppe B
- 2013 Aufstieg in die Division I, Gruppe A, bei der Weltmeisterschaft der Division I, Gruppe B
- 2013 Topscorer und bester Vorbereiter bei der Weltmeisterschaft der Division I, Gruppe B
- 2016 Aufstieg in die Division I, Gruppe A, bei der Weltmeisterschaft der Division I, Gruppe B

## Statistik
(Stand: Ende der Saison 2015/16)